# Flotylla Kamczacka
Flotylla Kamczacka – wyższy związek taktyczny Sił Zbrojnych Federacji Rosyjskiej w strukturach Floty Oceanu Spokojnego.
Flotylla Kamczacka realizowała zadania na bezpośrednim zapleczu Floty Oceanu Spokojnego w celu utrzymania panowania na Morzu Ochockim i utrzymania komunikacji morskiej między Władywostokiem a Pietropawłowskiem. Jednym z zadań było też zabezpieczenie warunków do operacyjnego rozwinięcia komponentu Strategicznych Sił Jądrowych oraz osłona rejonów patrolowania bojowego okrętów podwodnych z rakietami balistycznymi.

## Struktura organizacyjna
| Skład                                     |                                   |
| 1989–1991                                 | 2008                              |
| dowództwo                                 |                                   |
| 182 Brygada Okrętów Podwodnych            |                                   |
| 114 Brygada Okrętów Obrony Rejonu Wodnego |                                   |
| 84 Brygada Okrętów Wsparcia               |                                   |
| 119 Brygada Okrętów Rozpoznawczych        | 438 dywizjon okrętów ratowniczych |
| 173 Brygada Okrętów ZOP                   |                                   |
| 35 Brygada Okrętów Doświadczalnych        |                                   |